# Unione Sportiva Foggia 1971-1972
Questa voce raccoglie le informazioni riguardanti l'Unione Sportiva Foggia nelle competizioni ufficiali della stagione 1971-1972.

## Stagione
Nel campionato di Serie B 1971-1972 il Foggia si classifica all'ottavo posto, totalizzando 41 punti al pari di Catania e Genoa. In Coppa Italia il Foggia viene eliminato nella fase a gironi, classificandosi in ultima posizione con due pareggi e due sconfitte.

## Rosa
| N. |                   | Ruolo | Calciatore          |
| -- | ----------------- | ----- | ------------------- |
|    | Italia (bandiera) | P     | Mauro Burnelli      |
|    | Italia (bandiera) | P     | Doriano Crespan     |
|    | Italia (bandiera) | P     | Sergio Malagutti    |
|    | Italia (bandiera) | P     | Raffaele Trentini   |
|    | Italia (bandiera) | D     | Rodolfo Cimenti     |
|    | Italia (bandiera) | D     | Mauro Colla         |
|    | Italia (bandiera) | D     | Giovanni Fagan      |
|    | Italia (bandiera) | D     | Eugenio Fumagalli   |
|    | Italia (bandiera) | D     | Piero Lenzi         |
|    | Italia (bandiera) | D     | Gianni Marella      |
|    | Italia (bandiera) | D     | Claudio Montepagani |
|    | Italia (bandiera) | D     | Giovanni Pirazzini  |
|    | Italia (bandiera) | D     | Pellegrino Valente  |
|    | Italia (bandiera) | C     | Massimo Berta       |

| N. |                      | Ruolo | Calciatore          |
| -- | -------------------- | ----- | ------------------- |
|    | Italia (bandiera)    | C     | Ivano Bosdaves      |
|    | Italia (bandiera)    | C     | Ugo Buttino         |
|    | Italia (bandiera)    | C     | Paolo Garzelli      |
|    | Italia (bandiera)    | C     | Giorgio Maioli      |
|    | Argentina (bandiera) | C     | Juan Carlos Morrone |
|    | Italia (bandiera)    | C     | Luciano Re Cecconi  |
|    | Italia (bandiera)    | C     | Giorgio Rognoni     |
|    | Italia (bandiera)    | C     | Franco Vannini      |
|    | Italia (bandiera)    | C     | Carlo Verde         |
|    | Italia (bandiera)    | A     | Renato Mola         |
|    | Italia (bandiera)    | A     | Giuseppe Pavone     |
|    | Italia (bandiera)    | A     | Franco Pezzato      |
|    | Italia (bandiera)    | A     | Aldo Piemontese     |
|    | Italia (bandiera)    | A     | Nello Saltutti      |

## Risultati

### Serie B

#### Girone di andata
| 26 settembre 1971 1ª giornata | Foggia | 3 – 0 | Sorrento |  |

| 3 ottobre 1971 2ª giornata | Reggiana | 4 – 1 | Foggia |  |

| 10 ottobre 1971 3ª giornata | Foggia | 0 – 0 | Como |  |

| 17 ottobre 1971 4ª giornata | Ternana | 2 – 0 | Foggia |  |

| 24 ottobre 1971 5ª giornata | Foggia | 2 – 0 | Cesena |  |

| 10 gennaio 1999 6ª giornata | Monza | 2 – 0 | Foggia |  |

| 7 novembre 1971 7ª giornata | Foggia | 0 – 0 | Brescia |  |

| 14 novembre 1971 8ª giornata | Novara | 1 – 0 | Foggia |  |

| 21 novembre 1971 9ª giornata | Foggia | 2 – 1 | Arezzo |  |

| 28 novembre 1971 10ª giornata | Palermo | 1 – 0 | Foggia |  |

| 5 dicembre 1971 11ª giornata | Foggia | 4 – 2 | Perugia |  |

| 12 dicembre 1971 12ª giornata | Genoa | 1 – 0 | Foggia |  |

| 19 dicembre 1971 13ª giornata | Foggia | 2 – 2 | Bari |  |

| 26 dicembre 1971 14ª giornata | Reggina | 0 – 0 | Foggia |  |

| 2 gennaio 1972 15ª giornata | Foggia | 1 – 1 | Taranto |  |

| 9 gennaio 1972 16ª giornata | Livorno | 0 – 1 | Foggia |  |

| 16 gennaio 1972 17ª giornata | Foggia | 1 – 0 | Lazio |  |

| 23 gennaio 1972 18ª giornata | Foggia | 4 – 1 | Catania |  |

| 30 gennaio 1972 19ª giornata | Modena | 1 – 0 | Foggia |  |

#### Girone di ritorno
| 13 febbraio 1972 20ª giornata | Sorrento | 0 – 1 | Foggia |  |

| 20 febbraio 1972 21ª giornata | Foggia | 1 – 1 | Reggiana |  |

| 27 febbraio 1972 22ª giornata | Como | 0 – 0 | Foggia |  |

| 5 marzo 1972 23ª giornata | Foggia | 0 – 1 | Ternana |  |

| 12 marzo 1972 24ª giornata | Cesena | 0 – 0 | Foggia |  |

| 19 marzo 1972 25ª giornata | Foggia | 1 – 1 | Monza |  |

| 26 marzo 1972 26ª giornata | Brescia | 0 – 0 | Foggia |  |

| 2 aprile 1972 27ª giornata | Foggia | 1 – 0 | Novara |  |

| 9 aprile 1972 28ª giornata | Arezzo | 0 – 0 | Foggia |  |

| 16 aprile 1972 29ª giornata | Foggia | 0 – 0 | Palermo |  |

| 23 aprile 1972 30ª giornata | Perugia | 1 – 1 | Foggia |  |

| 30 aprile 1972 31ª giornata | Foggia | 2 – 1 | Genoa |  |

| 7 maggio 1972 32ª giornata | Bari | 1 – 1 | Foggia |  |

| 14 maggio 1972 33ª giornata | Foggia | 1 – 0 | Reggina |  |

| 21 maggio 1972 34ª giornata | Taranto | 4 – 2 | Foggia |  |

| 28 maggio 1972 35ª giornata | Foggia | 3 – 1 | Livorno |  |

| 4 giugno 1972 36ª giornata | Lazio | 2 – 0 | Foggia |  |

| 11 giugno 1972 37ª giornata | Catania | 0 – 0 | Foggia |  |

| 18 giugno 1972 38ª giornata | Foggia | 4 – 1 | Modena |  |

## Statistiche

### Statistiche di squadra
| Competizione | Punti | In casa | In casa | In casa | In casa | In casa | In casa | In trasferta | In trasferta | In trasferta | In trasferta | In trasferta | In trasferta | Totale | Totale | Totale | Totale | Totale | Totale | DR |
| Competizione | Punti | G       | V       | N       | P       | Gf      | Gs      | G            | V            | N            | P            | Gf           | Gs           | G      | V      | N      | P      | Gf     | Gs     | DR |
| ------------ | ----- | ------- | ------- | ------- | ------- | ------- | ------- | ------------ | ------------ | ------------ | ------------ | ------------ | ------------ | ------ | ------ | ------ | ------ | ------ | ------ | -- |
| Serie B      | 41    | 19      | 11      | 7       | 1       | 32      | 13      | 19           | 2            | 8            | 9            | 7            | 20           | 38     | 13     | 15     | 10     | 39     | 33     | +6 |
| Coppa Italia | 2     | 2       | 0       | 2       | 2       | 3       | 3       | 2            | 0            | 0            | 2            | 1            | 5            | 4      | 0      | 2      | 2      | 4      | 8      | -4 |
| Totale       |       | 21      | 11      | 9       | 1       | 35      | 16      | 21           | 2            | 8            | 11           | 8            | 25           | 42     | 13     | 17     | 12     | 43     | 41     | +2 |

### Statistiche dei giocatori
| Giocatore      | Serie B  | Serie B | Coppa Italia | Coppa Italia | Totale   | Totale |
| Giocatore      | Presenze | Reti    | Presenze     | Reti         | Presenze | Reti   |
| -------------- | -------- | ------- | ------------ | ------------ | -------- | ------ |
| M. Berta       | 24       | 0       | -            | -            | 24       | 0      |
| I. Bosdaves    | 4        | 0       | 2            | 0            | 6        | 0      |
| U. Buttino     | 1        | 0       | -            | -            | 1        | 0      |
| R. Cimenti     | 16       | 0       | 4            | 1            | 20       | 1      |
| M. Colla       | 29       | 0       | 3            | 0            | 32       | 0      |
| D. Crespan     | 8        | -4      | -            | -            | 8        | -4     |
| G. Fagan       | 11       | 0       | 2            | 0            | 13       | 0      |
| E. Fumagalli   | 3        | 0       | 2            | 0            | 5        | 0      |
| P. Garzelli    | 37       | 3       | 3            | 0            | 40       | 3      |
| P. Lenzi       | 33       | 1       | 2            | 0            | 35       | 1      |
| G. Maioli      | 3        | 1       | 4            | 1            | 7        | 2      |
| G. Marella     | 15       | 0       | -            | -            | 15       | 0      |
| R. Mola        | 21       | 4       | -            | -            | 21       | 4      |
| C. Montepagani | -        | -       | 3            | 0            | 3        | 0      |
| G. Morrone     | 20       | 0       | -            | -            | 20       | 0      |
| G. Pavone      | 37       | 8       | 4            | 1            | 41       | 9      |
| F. Pezzato     | -        | -       | 1            | 0            | 1        | 0      |
| A. Piemontese  | 2        | 1       | -            | -            | 2        | 1      |
| G. Pirazzini   | 23       | 0       | 4            | 0            | 27       | 0      |
| L. Re Cecconi  | 34       | 1       | 4            | 0            | 38       | 1      |
| G. Rognoni     | 32       | 6       | 4            | 0            | 36       | 6      |
| N. Saltutti    | 34       | 11      | 2            | 1            | 36       | 12     |
| R. Trentini    | 31       | -29     | 4            | -8           | 35       | -37    |
| P. Valente     | 25       | 1       | -            | -            | 25       | 1      |
| F. Vannini     | 3        | 0       | 1            | 0            | 4        | 0      |